# Silvia Calvó Armengol
Pour les articles homonymes, voir Calvo et Armengol.
Silvia Calvó Armengol, née à Andorre-la-Vieille le 15 octobre 1969, est une femme politique et ingénieure andorrane.

## Biographie
En 1993, elle sort diplômée en Ingénierie environnementale de l'École supérieure d'ingénieurs de Chambéry, en France.
En 1997, elle obtient le diplôme de management de l'université de Toulouse. Elle est également diplômée de l'université Nice-Sophia-Antipolis.
Elle travaille au gouvernement d'Andorre et intègre le monde politique en rejoignant la coalition électorale des Démocrates pour Andorre (DA) qui se forme après les élections législatives de 2011. Elle est élue députée au Conseil général.
Depuis 2015, elle est nommée ministre du gouvernement d'Antoni Martí, chargée du ministère de l'Environnement, de l'Agriculture et du Développement durable d'Andorre.